# Kanton Sigoulès
Der Kanton Sigoulès war von 1790 bis 2015 ein französischer Wahlkreis im Arrondissement Bergerac, im Département Dordogne und in der Region Aquitanien; sein Hauptort war Sigoulès, Vertreter im Generalrat des Départements war zuletzt von 2004 bis 2015 Michel Bourgeois. 
Der 15 Gemeinden umfassende Kanton war 188,03 km² groß und hatte 8845 Einwohner (Stand: 1999).

## Gemeinden
| Gemeinde               | Einwohner Jahr | Fläche km² | Bevölkerungsdichte | Code INSEE | Postleitzahl |
| ---------------------- | -------------- | ---------- | ------------------ | ---------- | ------------ |
| Cunèges                | 297 (2013)     | –          | – Einw./km²        | 24148      | 24240        |
| Flaugeac               | 320 (2013)     | –          | – Einw./km²        | 24181      | 24240        |
| Gageac-et-Rouillac     | 423 (2013)     | –          | – Einw./km²        | 24193      | 24240        |
| Gardonne               | 1521 (2013)    | –          | – Einw./km²        | 24194      | 24680        |
| Lamonzie-Saint-Martin  | 2413 (2013)    | –          | – Einw./km²        | 24225      | 24680        |
| Mescoules              | 172 (2013)     | –          | – Einw./km²        | 24267      | 24240        |
| Monbazillac            | 906 (2013)     | –          | – Einw./km²        | 24274      | 24240        |
| Monestier              | 375 (2013)     | –          | – Einw./km²        | 24276      | 24240        |
| Pomport                | 820 (2013)     | –          | – Einw./km²        | 24331      | 24240        |
| Razac-de-Saussignac    | 347 (2013)     | –          | – Einw./km²        | 24349      | 24240        |
| Ribagnac               | 331 (2013)     | –          | – Einw./km²        | 24351      | 24240        |
| Rouffignac-de-Sigoulès | 347 (2013)     | –          | – Einw./km²        | 24357      | 24240        |
| Saussignac             | 429 (2013)     | –          | – Einw./km²        | 24523      | 24240        |
| Sigoulès               | 944 (2013)     | –          | – Einw./km²        | 24534      | 24240        |
| Thénac                 | 371 (2013)     | –          | – Einw./km²        | 24549      | 24240        |

## Bevölkerungsentwicklung
| 1962 | 1968 | 1975 | 1982 | 1990 | 1999 |
| ---- | ---- | ---- | ---- | ---- | ---- |
| 6885 | 7652 | 7411 | 7542 | 8405 | 8845 |